# Halothamnus sistanicus
Halothamnus sistanicus är en amarantväxtart som först beskrevs av De Marco och Dinelli, och fick sitt nu gällande namn av Kothe-heinr. Halothamnus sistanicus ingår i släktet Halothamnus och familjen amarantväxter. Inga underarter finns listade i Catalogue of Life.